# Intergemeentelijke onroerenderfgoeddienst
Een intergemeentelijke onroerenderfgoeddienst of IOED kan bepaalde taken over onroerend erfgoed voorbereiden of opnemen voor de aangesloten gemeenten. De oprichting van een intergemeentelijke onroerenderfgoeddienst gebeurt volgens het decreet op de intergemeentelijke samenwerking.
Een IOED ondersteunt de gemeenten in het werkingsgebied bij het uitwerken en uitvoeren van een gezamenlijk onroerenderfgoedbeleid.

## Voorbeelden van het takenpakket
- Acties rond inventarisatie opzetten of ondersteunen
- Lokale infovragen en pre-adviezen behandelen
- Adviezen geven waarin onroerend erfgoed mee wordt afgewogen
- Beheersplannen opstellen, begeleiden en opvolgen
- Gemeenten ondersteunen bij het uitwerken van beheersdossiers en opvolging van de werken
- Gemeenten ondersteunen bij de uitbouw van een erfgoedbeleid, bijvoorbeeld rond gemeentelijke premies of het uitwerken van RUP’s ter vrijwaring van het erfgoed

## Voorbeelden van IOEDs
Provincie Antwerpen
- IOED Voorkempen

Provincie Limburg
- IOED Kempen en Maasland

Provincie Oost-Vlaanderen
- IOED Leie Schelde

Provincie Vlaams-Brabant
- IOED Brabantse Kouters

Provincie West-Vlaanderen
- Intercommunale Leiedal (Zuid-West Vlaanderen)